# Patrick Kensenhuis
Patrick Ciciel Kensenhuis (Paramaribo, 1 mei 1968) is een Surinaams politicus. Van 2010 tot 2015 zat hij voor de Nationale Partij Suriname (NPS) in De Nationale Assemblée (DNA) en van 2015 tot 2025 voor de Nationale Democratische Partij (NDP).

## Biografie
Kensenhuis werd in Paramaribo geboren en groeide in het ressort Beekhuizen op tot zijn vader en moeder op zijn twaalfde scheidden. Hij groeide verder op met zijn moeder op de plantage Osembo en Ongelegen nabij Onverwacht in het district Para. Naar eigen zeggen had hij een strenge opvoeding van zijn moeder, maar evenwel een leuke jeugd. In 2010 was hij ongehuwd en had hij twee kinderen. Hij heeft op de ministeries van Onderwijs en Volksontwikkeling en van Arbeid, Technologische Ontwikkeling en Milieu gewerkt. Hij studeerde rechten aan de Anton de Kom Universiteit van Suriname en behaalde in 2014 zijn meestertitel.
Hij kreeg het politieke spel zowel van zijn vader als moeder mee, die daar beide min of meer ook actief in zijn geweest. Rond het jaar 2000 koos hij ervoor om zelf politiek actief te worden. In de jaren erna werkte hij daar naartoe. Tijdens de parlementsverkiezingen van 2010 werd hij voor de NPS gekozen in DNA. Zijn keuze voor de NPS nam hij onder invloed van zijn omgeving, zo verklaarde hij in 2010. Tijdens zijn vertrek in 2015 liet hij niettemin weten dat zijn hele familie NDP'er is geweest. Ook was hij voor zijn NPS-tijd al NDP'er.
Op verzoek van zijn familie was hij in de jaren tien hun vertegenwoordiger van het plantagebestuur van Osembo. Hij was jarenlang bestuursvoorzitter en deed later een stap terug naar het ondervoorzitterschap. In het bestuur raakte hij verwikkeld in een dispuut met bewoners.
Daarnaast kwam hij veel in het nieuws gedurende zijn overstap van de NPS naar de NDP. Hij maakte geregeld openlijke vrijages met de NDP. Dit leidde in februari 2015 tot ophef in het partijcentrum Grun Dyari van de NPS. Rond het eind van februari maakte hij de overstap. Tijdens de verkiezingen van 2015 kreeg hij met 5068 stemmen een hoog aantal kiezers in Para achter zich en daarna zette hij zijn lidmaatschap in DNA voort voor de NDP.
In 2019 deed hij een oproep in DNA om social media te censureren. Volgens Surinaams socialmedia-deskundige Jean-luc van Charante, evenals Jeugdparlement-voorzitter Kelvin Koniki, zou de oplossing niet liggen in het aan banden leggen van social media, maar in het versterken van het onderwijs.
Tijdens de verkiezingen van 2020 werd hij herkozen voor een periode van vijf jaar in DNA.